# Sakit Quliyev
Sakit Sahib oğlu Quliyev (ur. 28 lutego 1994) – azerski zapaśnik walczący w stylu klasycznym. Zajął piętnaste miejsce na igrzyskach europejskich w 2019. Szósty w Pucharze Świata w 2016. Mistrz Europy juniorów w 2013, a drugi w 2012. Trzeci na MŚ U-23 w 2017 roku.